# И ли
И ли (кит. трад. 儀禮, упр. 仪礼, пиньинь Yílǐ, «Образцовые церемонии и правила благопристойности») — один из канонических текстов конфуцианства. Другие названия — «Ли цзин» (кит. трад. 禮經, упр. 礼经, пиньинь Lǐjīng, «Канон благопристойности»), «Ши ли» (кит. трад. 士禮, упр. 士礼, пиньинь Shìlǐ, «Правила благопристойности служилых людей»).

## История
По одной из традиционных версий текст «И ли» написан Чжоу-гуном, по другой — составлен Конфуцием. Согласно «Ши цзи», «И ли» — единственный текст, сохранившийся после сожжения конфуцианских книг императором Цинь Шихуанди, и переданный Гао Таншэном. Этот текст был прокомментирован его учениками Дай Дэ, Дай Шэном и Цин пу; их толкования были официально рекомендованы к использованию в государственных учебных заведениях. Современные исследователи, исходя из описанных в «И ли» захоронений, погребальной и жертвенной утвари, относят этот памятник к эпохе Чжаньго и считают, что он был отредактирован при династии Хань.

## Содержание
В «И ли» толкуются древние ритуалы, обряды и правила этикета. Наряду с «Ли цзи» и «Чжоу ли» этот текст относят к «Трём канонам правил благопристойности».

## Структура
В библиографическом разделе «Ханьшу» говорится о тексте «Ши ли» из 17 глав, который был передан Гао Таншэном.

## Комментарии
Основные комментарии к «И ли»:
- Чжэн Сюань «И ли цзин» («Канон И ли», II век)
- Цзя Гунъянь «И ли и шу» («Толкование И ли с разрядкой в тексте», VII—VIII вв.)
- Ху Пэйхуэй «И ли чжэн» («Правильное толкование И ли», конец XVIII—XIX вв.)